# Lusitania Sacra
Lusitania Sacra é uma revista com publicações de âmbito científico pertencente ao Centro de Estudos de História Eclesiástica da Universidade Católica Portuguesa. Surgiu em 1956, tendo sido publicados 10 volumes até 1978, e retomada a publicação em 1989.
A revista está aberta à colaboração de investigadores nacionais e estrangeiros de outras unidades de investigação e possui revisão por elementos externos à revista. Está referenciada em diversas bases de dados e serviços de informação sobre publicações electrónicas, tais como: Historical Abstracts (ABC-CLIO); Latindex; RefDoc; e Ulrich's Periodicals (BowkerLink). A adesão ao projecto Scielo Portugal está a ser estudada.